# I с точкой
İ, i (I с точкой) — буква расширенной латиницы, используемая в азербайджанском, гагаузском, казахском, татарском, крымскотатарском, турецком и ряде других алфавитов.

## Использование
Впервые была введена в турецкий алфавит при его латинизации в 1928 году для обозначения звука [i]; в алфавите на основе арабского письма он обозначался буквой йа (ﻯ) и не различался на письме с [ɯ] и [j] (современные латинские ı и y соответственно).
Позже была заимствована в латинские алфавиты других тюркских языков: азербайджанского (с 1992), гагаузского (с 1993), каракалпакского (1994—2009), крымскотатарского (с 1997, используется параллельно с кириллицей), татарского (1999—2005; с 2012, параллельно с кириллицей), казахского (проект 2019 года; проект 2021 года). В них она, как правило, соответствует кириллической И и обозначает звук [i] (за исключением казахского, где она также заменяет Й и обозначает [j]).